# Jean Courtonne
 (avril 2022).
Jean Courtonne est un entrepreneur et architecte parisien né en 1671 et mort en 1739.

## Biographie
Jean Courtonne cumula longtemps les activités d'entrepreneur et d'architecte. Ce fut le cas pour ses deux œuvres majeures : l'hôtel de Noirmoutier en 1720, pour le compte d'Antoine François de La Trémoille, duc de Noirmoutier, et l'hôtel Matignon, commandé en 1722 par Christian-Louis de Montmorency-Luxembourg, prince de Tingry.
Il semble toutefois que sur ce second chantier, Courtonne ait été soupçonné d'indélicatesse : lorsque le prince de Tingry, en butte à des difficultés financières, vendit l'hôtel en cours d'achèvement à Jacques de Goyon de Matignon, comte de Thorigny, ce dernier retira à Courtonne la conduite des travaux, tout en lui conservant la fonction d'architecte jusque dans les premiers mois de 1724, date à laquelle il fut évincé par Antoine Mazin, alors que la construction était déjà presque achevée. Tout semble indiquer que Mazin n'avait pas hésité à utiliser des procédés déloyaux pour évincer son confrère.
Dans cet édifice, Courtonne a inventé le plan décentré, considéré comme l'une des caractéristiques originales des hôtels particuliers parisiens. Il avait au départ envisagé un édifice symétrique, mais, après avoir décidé d'agrandir la cour des communs (située à l'ouest de la cour d'honneur), la façade sur cour se trouva décentrée par rapport à la façade sur le jardin.
En 1725, Courtonne publia un Traité de perspective, avec des remarques sur l'architecture, suivi de quelques édifices considérables, mis en perspective par l'auteur, dans lequel il reproduisit, à côté des hôtels de Noirmoutier et de Matignon, des édifices imaginaires. Il entra à l'Académie royale d'architecture en 1728 et y fut nommé professeur royal d'architecture en 1730.
En 1731, il perdit sa femme, Catherine Bourguignon, dont il avait eu cinq enfants : deux fils, Jean-Baptiste l'Aîné, mauvais sujet dont les dépenses jetèrent son père dans la gêne, et Jean-Baptiste le Jeune, architecte ; trois filles dont deux, Paule Élisabeth et Anne Catherine se marièrent (l'une avec le sculpteur Jacques-François Martin), et la dernière, Catherine Charlotte, resta célibataire pour s'occuper de son père dans sa vieillesse.

## Principales œuvres
- Hôtel d'Étampes (dit ultérieurement de Mazarin), 61 rue de Varenne, 1703[1],[2],[3].
- Travaux à l'hôtel Tambonneau, près de l'actuelle rue du Pré-aux-Clercs, pour Jacques de Matignon, v. 1710.
- Surélévation d'un bâtiment de l'hôtel de Sillery, quai Malaquais, 1712.
- Agrandissement de l'hôtel de Chaulnes (dit aussi de Vendôme)[4], rue d'Enfer, 1714.
- Hôtel de Noirmoutier, 138 rue de Grenelle, 1720-1723[5],[6],[7].
- Hôtel Matignon, 57 rue de Varenne, 1722-1724[8],[9],[10].